# Begin Again
Begin Again és una comèdia dramàtica musical estatunidenca del 2013, escrita i dirigida per John Carney, protagonitzada per Keira Knightley i Mark Ruffalo. A Catalunya, la pel·lícula es va estrenar el 2014 en versió original subtitulada en català.

## Argument
La Greta i en Dave són parella i compositors. Quan arriben a Nova York en Dave firma un contracte amb un destacat segell discogràfic i es comença a fer famós, això farà que deixi de banda la seva relació amb la Gretta. Una nit, en Dan, productor musical recentment acomiadat de la seva discogràfica, descobreix la Greta cantant en un bar i en quedarà captivat. Ambdós iniciaran una col·laboració que els transformarà.

## Repartiment
- Keira Knightley: Gretta James, compositora
- Mark Ruffalo: Dan Mulligan, productor musical
- Adam Levine: Dave Kohl, músic i ex-parella de la Gretta
- Catherine Keener: Miriam Hart, ex-esposa d'en Dan
- Hailee Steinfeld: Violet Mulligan, filla d'en Dan i de la Miriam
- James Corden: Steve, amic de la Gretta
- Cee Lo Green: el raper Troublegum
- Mos Def: Saul

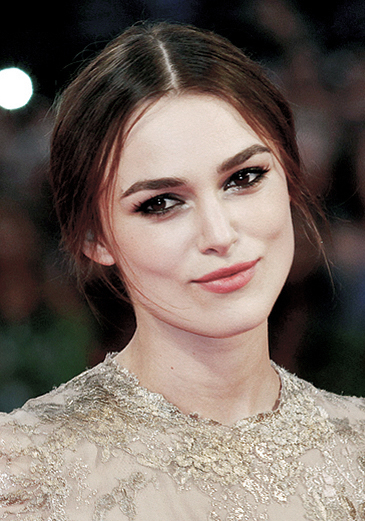
Keira Knightley
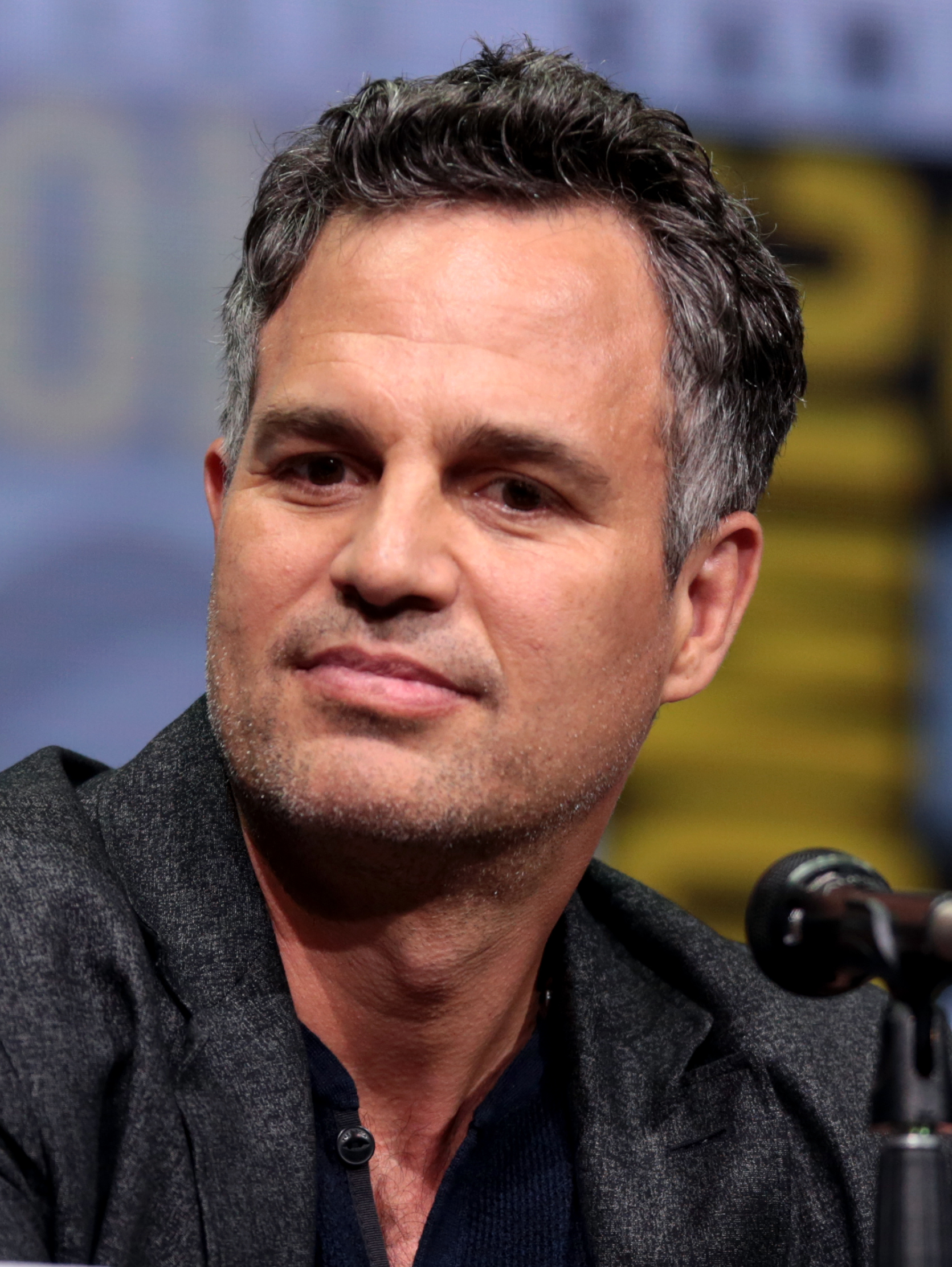
Mark Ruffalo
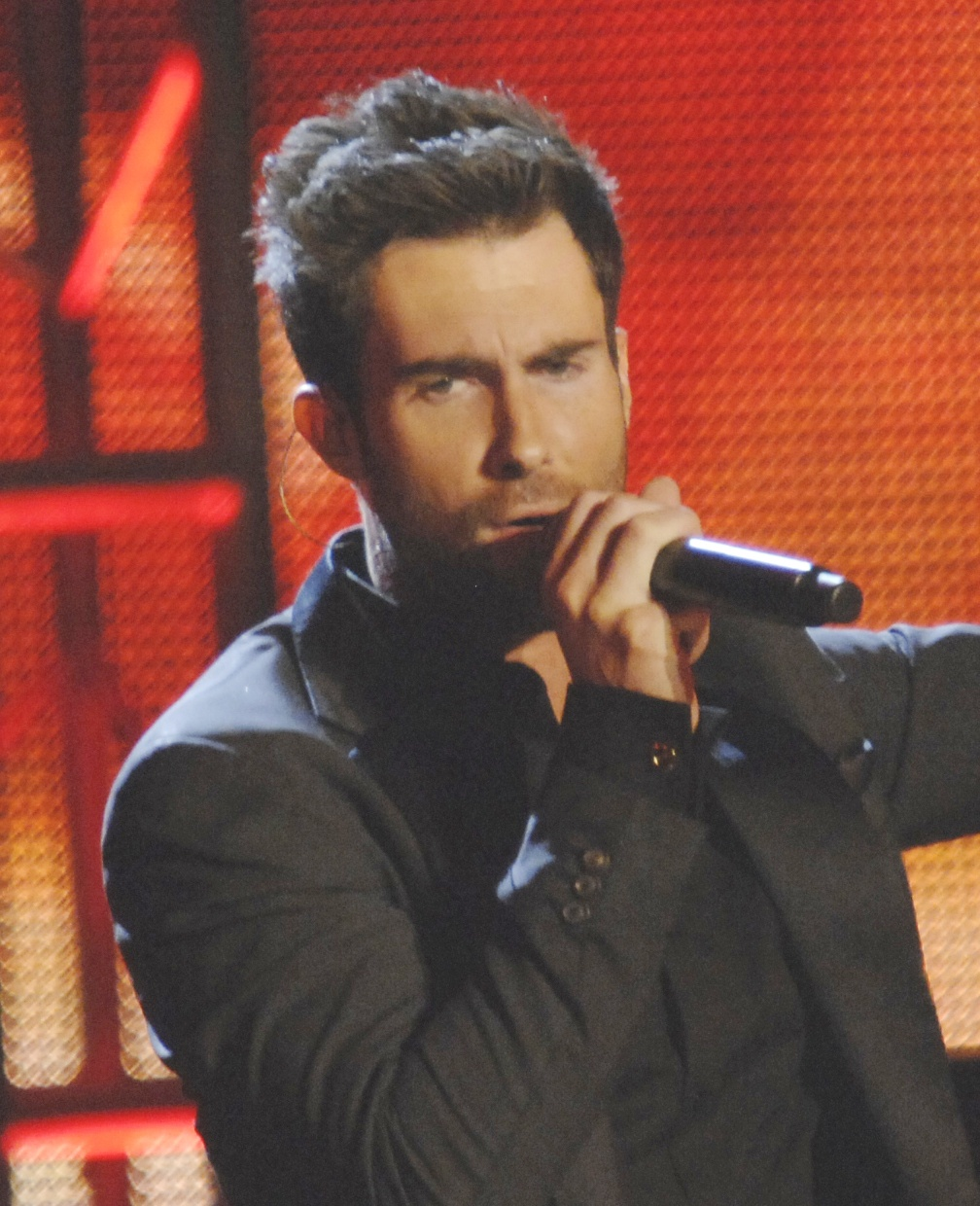
Adam Levine
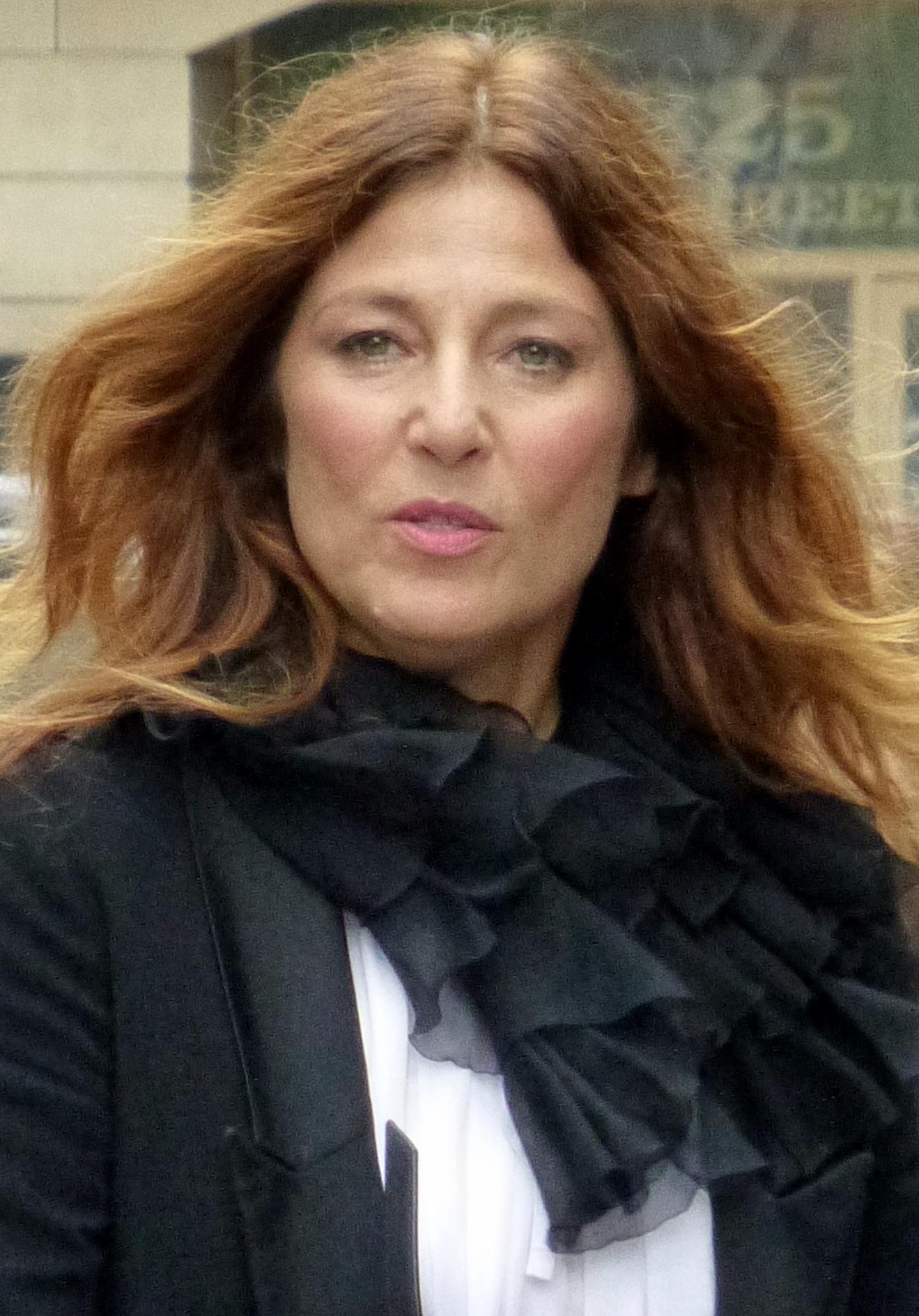
Catherine Keener

## Al voltant de la pel·lícula
Begin Again, film rodat als carrers de Nova York, va suposar el primer projecte estatunidenc del director irlandés John Carney i una nova incursió en el gènere musical després del seu exitós film Once (2007), ambientat a Dublin.
El llargmetratge es va estrenar el 7 de setembre de 2013 a la secció oficial del Festival Internacional de Cinema de Toronto, encara amb el seu títol provisional Can a Song Save Your Life? i el 26 d'abril de 2014 va clausurar el Festival de Cinema de Tribeca, amb la presència d'Adam Levine i Keira Knightley.
Per Adam Levine, líder i vocalista del grup de música Maroon 5 la participació en aquesta pel·lícula interpretant el personatge d'en Dave, va suposar el seu debut cinematogràfic.

## Banda Sonora
La banda sonora de Begin Again compta amb cançons coescrites per Gregg Alexander, Danielle Brisebois, Nick Lashley, Nick Southwood, Glen Hansard, entre d'altres i interpretades per Adam Levine, CeeLo Green i Keira Knightley, es va llançar l'1 de juliol del 2013 amb el segells ALXNDR, 222 Records, Polydor i Interscope Records.

### Llista de cançons
| Núm. | Títol                                         | Composició                                                        | Artista                           | Durada |
| ---- | --------------------------------------------- | ----------------------------------------------------------------- | --------------------------------- | ------ |
| 1.   | «Lost Stars»                                  | Gregg Alexander, Danielle Brisebois, Nick Lashley, Nick Southwood | Adam Levine                       | 4:27   |
| 2.   | «Tell Me If You Wanna Go Home»                | Alexander, Lashley                                                | Keira Knightley                   | 3:39   |
| 3.   | «No One Else Like You»                        | Alexander, Lashley                                                | Adam Levine                       | 3:28   |
| 4.   | «Horny»                                       | Alexander, Rick Nowels                                            | CeeLo Green                       | 3:38   |
| 5.   | «Lost Stars»                                  | Alexander, Brisebois, Lashley, Southwood                          | Keira Knightley                   | 4:00   |
| 6.   | «A Higher Place»                              | Alexander, Nowels                                                 | Adam Levine                       | 3:12   |
| 7.   | «Like a Fool»                                 | John Carney                                                       | Keira Knightley                   | 2:27   |
| 8.   | «Did It Ever Cross Your Mind (Demo Version)»  | Alexander                                                         | Cessyl Orchestra                  | 3:38   |
| 9.   | «Women of the World (Go on Strike!)»          | Alexander, CeeLo Green, Nowels                                    | CeeLo Green                       | 3:15   |
| 10.  | «Coming Up Roses»                             | Glen Hansard, Brisebois                                           | Keira Knightley                   | 3:13   |
| 11.  | «Into the Trance»                             | Alexander                                                         | Cessyl Orchestra                  | 4:05   |
| 12.  | «A Step You Can't Take Back»                  | Carney, Alexander, Brisebois                                      | Keira Knightley                   | 3:25   |
| 13.  | «Lost Stars (Into the Night Mix)»             | Alexander, Brisebois, Lashley, Southwood                          | Adam Levine                       | 3:38   |
| 14.  | «The Roof Is Broke (Demo Mix)»                | Alexander                                                         | Cessyl Orchestra                  | 3:00   |
| 15.  | «Tell Me If You Wanna Go Home (Roof Top Mix)» | Alexander, Lashley                                                | Keira Knightley, Hailee Steinfeld | 3:27   |
| 16.  | «Intimidated by You»                          | Alexander                                                         | Cessyl Orchestra                  | 2:28   |

## Crítica
Al lloc web estatunidenc Rotten Tomatoes dedicat a la crítica i informació sobre pel·lícules, Begin Again obté una qualificació d'aprovació per part del crítics del 82% basada en 162 ressenyes, amb una valoració mitja de 6,85/10 i un 81% d'aprovació del usuaris, amb un 3,89/5.

## Premis i nominacions
La cançó 'Lost Stars' escrita per Gregg Alexander, Danielle Brisebois, Nick Lashley i Nick Southwood va ser nominada als Oscar a la millor cançó original.